# Nuotti-Valkeainen
Nuotti-Valkeainen är en sjö i Finland. Den ligger i kommunen Kuhmo i landskapet Kajanaland, i den östra delen av landet, 500 km nordost om huvudstaden Helsingfors. Nuotti-Valkeainen ligger 244 meter över havet. Den ligger vid sjön Valkeainen. I omgivningarna runt Nuotti-Valkeainen växer i huvudsak barrskog. Den är 6,3 meter djup. Arean är 9,5 hektar och strandlinjen är 1,33 kilometer lång. Sjön  ingår i Uleälvens huvudavrinningsområde. 